# Eusimonia roeweri
Espèce
Eusimonia roeweri est une espèce de solifuges de la famille des Karschiidae.

## Distribution
Cette espèce est endémique du Maroc.

## Étymologie
Cette espèce est nommée en l'honneur de Carl Friedrich Roewer.

## Publication originale
- Panouse, 1957 : Karschiidae (Solifuges) nouveaux ou peu connus du Maroc. Bulletin de la Société des Sciences Naturelles et Physiques du Maroc, vol. 37, p. 21–38.